# Video DownloadHelper
Video DownloadHelper é uma extensão para o navegador Firefox e Google Chrome. Permite ao usuário baixar vídeos de sites que transmitem vídeos via HTTP. A extensão foi desenvolvida por Michel Gutierrez.

## História
Em novembro de 2017, o Video DownloadHelper é a terceira extensão mais popular extensão do Firefox após o Adblock Plus e o uBlock Origin. O software é financiado por meio de anúncios no site do desenvolvedor, doações e vendas de software associadas.
Na primavera de 2015, a versão 5 foi desenvolvida. É uma reescrita completa. Em contraste com as versões anteriores, que foram baseadas no XUL, a extensão agora é baseada no novo Firefox Addon SDK.
Em 14 de novembro de 2017, o Firefox 57 foi lançado, o que interrompeu o suporte a extensões baseadas no XUL ou nos Complementos SDK. A versão 7 da extensão do Firefox foi uma reescrita desenvolvida para usar a nova API WebExtensions em antecipação a essa mudança.

## Recepção
Eric Griffith da PC Magazine nomeou-a como uma das melhores extensões do Firefox de 2012.
Erez Zukerman da PC World classificou-a com quatro de cinco estrelas e chamou-a de "uma ferramenta valiosa".
A TechRadar o avaliou com o máximo de cinco estrelas e escreveu: "Qualquer um que queira assistir a vídeos, não apenas on-line, mas também no trem, no carro ou no avião, está muito bem servido com o Video DownloadHelper".
A CNET classificou a extensão com três de cinco estrelas e escreveu: "O DownloadHelper funciona, e não poderia ser mais fácil de usar depois de entender o processo, mas usuários menos experientes podem desistir antes de salvar um único arquivo com este aplicativo freeware ".